# Musikforeningen

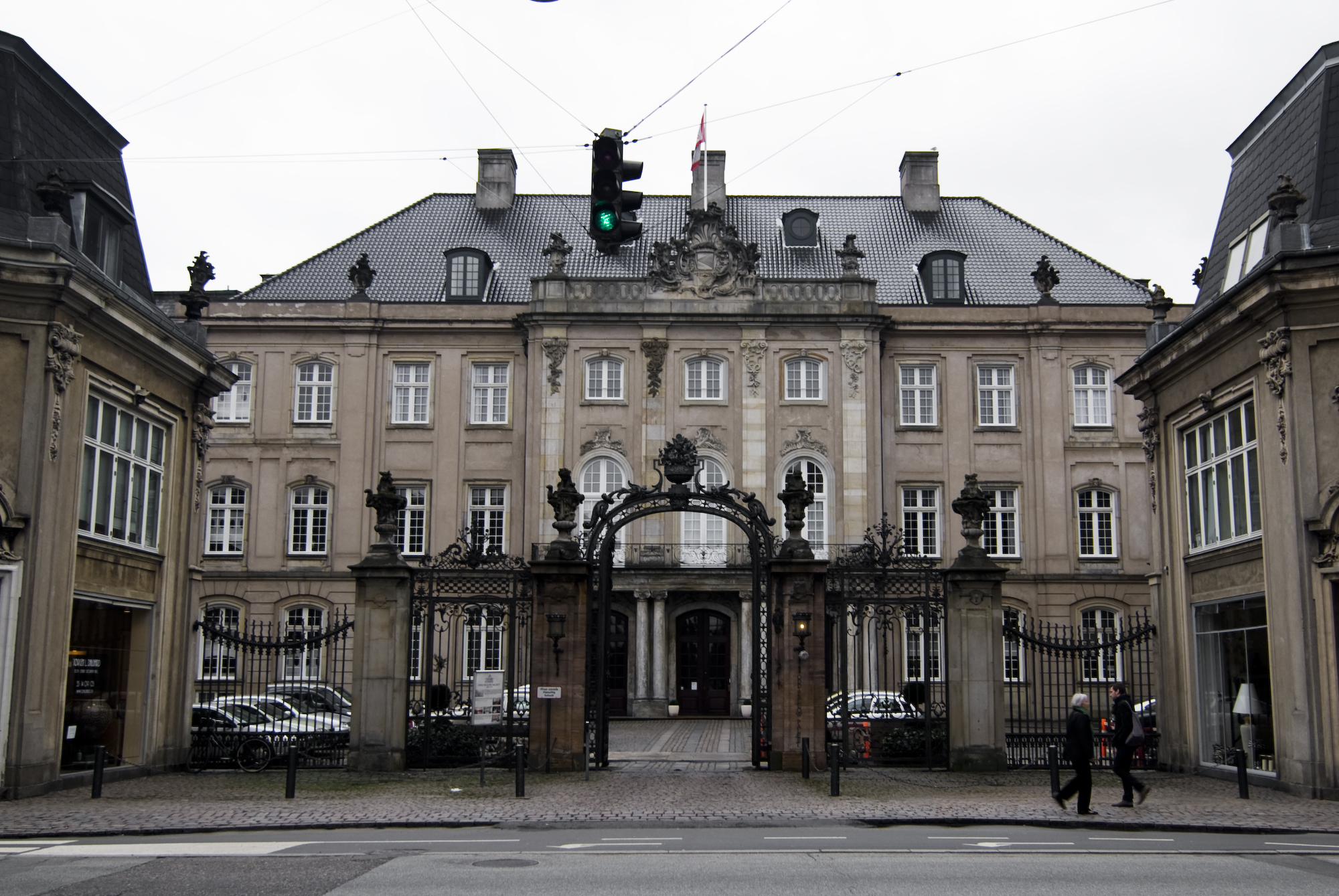
Odd Fellow Palæet von 1755 in Kopenhagen war eine der Spielstätten des Musikvereins. (2009)

Musikforeningen (Musikverein) in Kopenhagen gilt als Dänemarks wichtigste Neuerung im Konzertwesen des 19. Jahrhunderts. Er war eine private Organisation, die von 1838 bis 1931 aktiv war. 
Besonders unter dem Vorsitz bzw. der Leitung von Niels Gade (1850–90) entwickelte sich der Verein zu dem Treffpunkt für das Musikleben in der Stadt; er hatte ein eigenes Symphonieorchester samt Chor. Carl Nielsen war von 1915 bis 1927 sein Leiter. Andere Leiter waren unter anderem Franz Gläser, Emil Hartmann und Franz Neruda.

## Geschichte

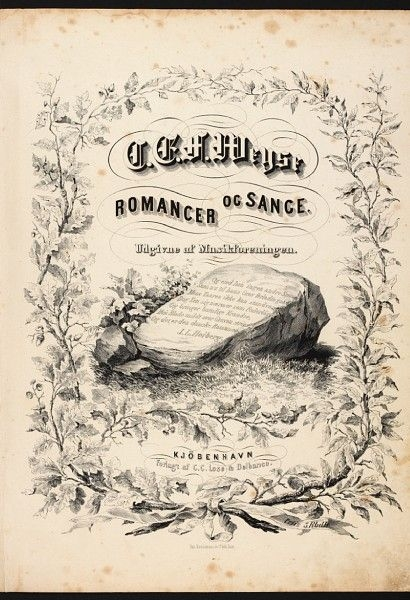
Romancer og Sange von Christoph Ernst Friedrich Weyse wurde 1853 vom Musikverein veröffentlicht.

Musikforeningen wurde 1838 gegründet. Eines seiner Hauptziele war es, Werke von dänischen Komponisten zu veröffentlichen, deren Nicht-Veröffentlichung ein Verlust für die Kunst gewesen wäre. Außerdem verlieh der Verein Musikpreise und organisierte Konzerte. Letzteres wurde bald nach Vereinsgründung die wichtigste Funktion des Vereins; sie wurde zur führenden Konzertinstitution in Kopenhagen.
Gade war 40 Jahre lang – bis zu seinem Tod 1890 – ein geschickter und erfolgreicher Vereinsvorsitzender. Sein Nachfolger wurde Emil Hartmann (1836–1898; Sohn von J. P. E. Hartmann). 1892 übernahm Franz Neruda (1843–1915) den Posten und leitete Konzerte, bis er 1915 verstarb.
Anfang der 1920er Jahre ließ das öffentliche Interesse stark nach. Das lag wohl an den wirtschaftlich schwierigen Zeiten und daran, dass der Verein zunehmend als altmodisch bzw. überkommen galt. Nielsen gab die Leitung 1927 ab. Sein Nachfolger Ebbe Hamerik konnte trotz seiner Erfahrung den Verein nicht erhalten; er wurde 1931 aufgelöst.
Die umfangreiche Notensammlung der Vereinigung befindet sich heute in der Königlichen Bibliothek in Kopenhagen.